# Kahramanlar, Sarıgöl
Kahramanlar là một xã thuộc huyện Sarıgöl, tỉnh Manisa, Thổ Nhĩ Kỳ. Dân số thời điểm năm 2011 là 227 người.